# Jean-Claude Walter (haut fonctionnaire)
Pour les articles homonymes, voir Jean-Claude Walter (poète) et Walter.
 (février 2024).
La mise en forme du texte ne suit pas les recommandations de Wikipédia : il faut le « wikifier ».
Les points d'amélioration suivants sont les cas les plus fréquents :
- Les titres sont pré-formatés par le logiciel. Ils ne sont ni en capitales, ni en gras.
- Le texte ne doit pas être écrit en capitales (les noms de famille non plus), ni en gras, ni en italique, ni en « petit »…
- Le gras n'est utilisé que pour surligner le titre de l'article dans l'introduction, une seule fois.
- L'italique est rarement utilisé : mots en langue étrangère, titres d'œuvres, noms de bateaux, etc.
- Les citations ne sont pas en italique mais en corps de texte normal. Elles sont entourées par des guillemets français : « et ».
- Les listes à puces sont à éviter, des paragraphes rédigés étant largement préférés. Les tableaux sont à réserver à la présentation de données structurées (résultats, etc.).
- Les appels de note de bas de page (petits chiffres en exposant, introduits par l'outil «  Source ») sont à placer entre la fin de phrase et le point final[comme ça].
- Les liens internes (vers d'autres articles de Wikipédia) sont à choisir avec parcimonie. Créez des liens vers des articles approfondissant le sujet. Les termes génériques sans rapport avec le sujet sont à éviter, ainsi que les répétitions de liens vers un même terme.
- Les liens externes sont à placer uniquement dans une section « Liens externes », à la fin de l'article. Ces liens sont à choisir avec parcimonie suivant les règles définies. Si un lien sert de source à l'article, son insertion dans le texte est à faire par les notes de bas de page.
- La présentation des références doit suivre les conventions bibliographiques. Il est recommandé d'utiliser les modèles {{Ouvrage}}, {{Chapitre}}, {{Article}}, {{Lien web}} et/ou {{Bibliographie}}. Le mode d'édition visuel peut mettre en forme automatiquement les références.
- Insérer une infobox (cadre d'informations à droite) n'est pas obligatoire pour parachever la mise en page.

Pour une aide détaillée, merci de consulter Aide:Wikification.
Si vous pensez que ces points ont été résolus, vous pouvez retirer ce bandeau et améliorer la mise en forme d'un autre article.
 (février 2024).
L'article doit être relu — et modifié si nécessaire — par des contributeurs indépendants pour apporter un regard critique aux contributions effectuées en violation des conditions d'utilisation de Wikipédia, tant sur la forme (notamment concernant le style encyclopédique, la proportionnalité) que sur le fond (la neutralité de point de vue, la qualité et l'indépendance des sources).
Jean-Claude Walter, agrégé d’histoire et diplômé de l’ENA (promotion Michel de Montaigne, 1988), préside 3iS depuis décembre 2007.
Professeur d’histoire puis secrétaire général adjoint de l'Université Paris I, Jean-Claude Walter après sa sortie de l'ENA a été successivement administrateur de la ville de Paris, sous-préfet chargé de la politique de la Ville de la Seine-Saint-Denis, puis administrateur civil à la direction du budget du ministère de l’Économie et des Finances (chargé du bureau Culture - Grands Travaux).
Il a été directeur général du Parc et de la Grande halle de la Villette où il a mis en place ce nouvel établissement. Il a ensuite été sous-directeur à la Direction des affaires sociales de la Ville de Paris, puis directeur général - gérant de l'ADAMI (gestion des droits des artistes et musiciens interprètes).
Enfin, il a notamment présidé le Centre national des arts du cirque, le Festival Off d'Avignon, la Maison de la Poésie de la ville de Paris.
Il a été nommé chevalier de la Légion d'honneur.

## Distinctions
- Chevalier de la Légion d'honneur